# Планинарско-скијашки клуб Копаоник
Планинарско-скијашки клуб Копаоник Београд је спортска добровољна недобитна организација основана на неодређено време ради обављања аматерских спортских активности и делатности у области планинарства, скијања и оријентиринга. ПСК Копаоник је члан Планинарског савеза Београда и Планинарског савеза Србије.

## Историјат
Друштво је формирано 3. јуна 1971. године, када је и одржана оснивачка скупштина. Том приликом су изабрани Извршни одбор (25 чланова) и Надзорни одбор (3 члана).
За председника Друштва је изабран Вецо Радичевић, за потпредседника Славко Чукић, за секретара Југослав Максимовић, за техничког секретара Вељко Ракић и за благајника Мато Шошица. За руководиоце појединих секција именовани су: Радослав Андрић (планинарска секција), Перо Тодоровић (смучарска секција) и Ратко Ковачевић (секција за пропаганду). За чланове дисциплинске комисије именовани су Миле Чаравеша, Ратко Пелекчић и Јелена Јовановић, а за чланове комисије за објекте Миливоје Павличић, Милан Јањић, Тонко Кекез и Шећибија Јунуз. 
„Друштво је основано на иницијативу групе старешина - смучара из Команде 1. армије, која је на Копаонику имала смучарски полигон за обуку питомаца војних школа и војника извиђача КоВ-а. Тадашњи командант генерал-пуковник Мирко Јовановић, ценио је и волео Копаоник и међу првима је сагледао његов значај за развој скијашког и планинарског спорта и рекреације. То је знатно олакшало и подстакло оснивање Друштва. За смештај скијаша на Копаонику, у то време, коришћена су два објекта у касарни - „Караман” и „Пахуљица” са око 50 лежаја, што је неколико година задовољавало потребе Друштва. Велики број деце и омладине пролазио је кроз школе скијања и припреме за такмичења. Такмичари (деца и омладинци) су две зиме на обуку и припреме одлазили на Јахорину, уз ангажовање тренера из Босне и Херцеговине. Вишегодишњи рад и обука омогућили су екипама Друштва учешће на многим такмичењима, као што су: Балкански шампионат, првенство Србије, првенство Београда, меморијални куп „Вељко Влаховић”, такмичења на Копаонику, Дурмитору и Брезовици. Екипа Друштва била је две године узастопно првак Србије у смучању. Чланови Друштва били су репрезентативци Србије. Све до деведесетих година екипе Друштва су на сваком такмичењу освајале макар по једну медаљу. Најуспешнији такмичари (освојили по 20-30 медаља) били су: Дарко Чукић, Саша Поповић, Ксенија Илић и Наташа Тодоровић. На купу ветерана на Јахорини 1980. године наш члан је освојио златну медаљу”.
(из сећања Пере Тодоровића).
Омасовљење Друштва захтевало је и већи смештајни простор. Са друге стране, Војна установа „Дедиње” из Београда је, у складу са развојем туристичко-рекреативних капацитета, своје објекте (које је користило Друштво) преквалификовала у туристичке објекте. Из тих разлога, Извршни одбор Друштва је априла 1976. године донео одлуку о изградњи планинарског дома - средствима зајма, којег би дали чланови Друштва, пријатељи и спонзори. Одзив чланова Друштва И спонзора (ЈНА и радних организација) био је задовољавајући. Преко 40 чланова и 11 спонзора дали су до 1980. године око 850.000 динара, колико је тада износила предрачунска вредност објекта. Планинарски дом је изграђен током 1985. и 1986. године у непосредној близини Туристичког центра Копаоник, на локацији Марина вода на 1.720 м надморске висине. У завршној фази изградње допунска средства за довршетак дома дао је Планинарски савез Београда.
У дому није била предвиђена ишрана корисника, да се дом не би третирао као туристички објекат, што би знатно увећало финансијске обавезе Друштва. За исхрану су корисници дома усмеравани на ВУ „Дедиње” у касарни. Све до пред крај 1995. године, дом је имао само чајну кухињу. Крајем 1995. године на дому је дограђена кухиња, која обезбеђује исхрану за своје кориснике.
Значајне планинарске активности одвијале су се у Планинарској секцији Војне академије у Београду у периоду од 1974. до 1978. године (формирана као огранак Друштва), а чији је председник био питомац Властимир Марјановић. Секција је бројала око 150 чланова. Извела је већи број планинарских акција и учествовала на више оријентационих такмичења. Значајно оживљавање планинарских активности у Друштву започео је Јован Ђокић након свог доласка на службу у Београд.
Поновно оснивање планинарске секције извршено је на састанку Друштва 12. маја 1988. године. Састанак је водио председник Друштва Никола Антић. Од 23 присутна члана у Председништво секције изабрани су: Јован Ђокић, Радека Ђуро, Предраг Делибашић, Надица Ђорђевић Стојков и Ђуро Орековац.
У периоду од 1988. до 1991. године, планинарска секција је имала око 30 чланова и реализовала је по једну акцију месечно. Поновним доласком Властимира Марјановића у Друштво 1994. године започело је интензивно оживљавање планинарства. Први заједнички излет Јована Ђокића и Властимира Марјановића одржан је 4. јула 1994. године од Букуље преко Венчаца до Тополе. Пуну подршку и помоћ у том периоду Друштво је добило од планинарских друштава „Јосиф Панчић”, „Победа” и „Железничар” из Београда и Војне гимназије на челу са професором Александром Апићем.
У 1995. години Друштво је извело око 20 акција, самостално и са другим планинарским друштвима. Те године у Друштво долазе нови водичи Љубисав Стојановић, Ранко Ковачевић и Томислав Максимовић, а касније и други. У мају 1996. године маркирано је неколико стаза на Копаонику. Од 7 до 9. јуна, поводом 25. годишњице рада Друштва, организована је Републичка планинарска акција, на којој је било 270 учесника. За два дана планинари су прешли стазу од 45 километара (садашња планинарска трансверзала „Јосиф Панчић”). Том приликом извршена је и једна од првих промоција програма Ишране из природе. Од једне акције месечно, преко две, па четири месечно, данас, после 15 година, Друштво изводи од три до десет акција седмично. Друштво данас има 21 водича са лиценцом Водичке службе Планинарског савеза Србије.
Зачеци оријентационог спорта у Друштву везују се за постојање планинарске секције у Војној академији. У том периоду већи број питомаца упознаје овај спорт (прелазак задате стазе, на којој се уз помоћ специјалне карте и компаса, проналазе и оверавају контролне тачке) и учествује на ноћном такмичењу на Авали, меморијалу Хомољских партизана, Зимском првенству Србије на Копаонику 1977. године, на Купу ДМБ-а у Кошутњаку по ИОФ-у (екипа у саставу В. Марјановић, А. Јовановић и Г. Дикић осваја 1. место). Друштво постаје члан Југословенског оријентационог савеза од његовог оснивања 1996. године. Од тада се стално увећава број такмичара у оријентирингу, да би 2009. године Друштво имало 44 регистрована такмичара, а такмичар Милован Милић постаје вицешампион државе и репрезентативац. Сваког пролећа, одржава се за нове чланове, Почетна школа оријентације. Такође, већ пет година Друштво је организатор дводневног оријентиринг такмичења «Куп ПСД Копаоник» на теренима Сребрног језера, Великог Градишта и Голубца.
У јесен 1995. године Управни одбор Друштва доноси одлуку о оснивању Секције за исхрану из природе, која неколико година касније добија име Сремуш, а променом Статута Друштва постаје једна од делатности Друштва. Концепт „Сремуш“ веома успешно ауторски развија Раденко Лазић, који је и иницијатор оснивања, тако да данас (после 15 година постојања и преко 27.000 учесника на акцијама, од чега скоро 20.000 ученика) овај концепт подмлађује чланство довођењем школске омладине. Покрет воде људи који су вишедеценијским личним учењем, још пре приступања концепту, постали квалитетни познаваоци проблематике ишране из природе, жељни да се као такви окупе на једном месту и одатле спроводе програм, коме већ одавно припадају. Њих 35 (1 инструктор, 17 водича и 17асистената) на предлог аутора концепта и по одлуци УО ПСС чине нулту генерацију и поносни су на одобрење Завода за унапређење образовања и васпитања Београд (већ четири године узастопно) да активност Ишране из природе буде сврстана у ред програма за стручно усавршавање запослених у образовању. По том основу обуку је (у три генерације) прошло 205 професора београдских основних и средњих школа, од којих је 170 добило звање „Асистент ишране из природе“. Овим је подмлађивање и омасовљавање чланства - обезбеђено, што је у наредном периоду и један од циљева концепта (тренутно је око 50 београдских школа укључено у активности Сремуша).

## Локација
Клуб је правни следбеник Планинарско-смучарског друштва Копаоник Београд. Скраћени назив удружења је: ПСК "Копаоник" Београд. Седиште Клуба је у просторијама МЗ Теразије, Теразије 45 у Београду, општина Стари Град.

## Активности клуба
Планинарски клуб Копаоник сваке недеље организује најмање по једну планинарску акцију за своје чланове. Организују се локалне акције са циљем да се упознају брда и планине у Београду и околини, али се чланови клуба воде и на републичке и међународне акције где планинаре и упознају природу заједно са члановима других планинарских клубова из земље и иностранства. За сваку планинарску акцију буде одређен вођа акције коме се чланови могу обратити за све информације.
Сваке године у јуну месеца, ПСД Копаоник организује Сусрет планинара на Копаонику који окупља више од 200 учесника, махом из Србије али и из суседних земаља: Републике Македоније и Бугарске. Манифестација обухвата обилазак следећих врхова: СПД Копаоник (1720мнв), Јарам (1788мнв), Лисичије стене (1686мнв), Ђурково брдо (1631мнв), Самоковска река, Маркова стена (1721 мнв), Конаци. Дужина целе туре је 12 километара.